# مذبحة غوليد

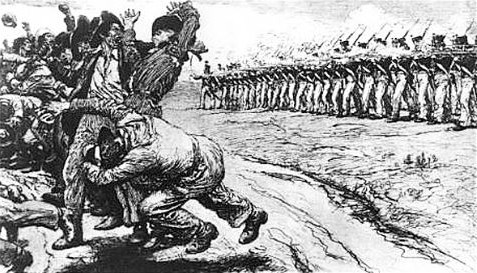
"إعدامات غوليد" للرسام نورمان ميلز برايس

كانت مذبحة غوليد أحد أحداث ثورة تكساس التي اندلعت في 27 مارس عام 1836، بعد معركة كوليتو. قتل الجيش المكسيكي نحو 425-445 رجلًا من أسرى الحرب من جيش تكساس في جمهورية تكساس في بلدة غوليد، تكساس. وكان من بين القتلى قائدهم العقيد جيمس فانين. نُفِّذ القتل بأوامر من الجنرال ورئيس المكسيك أنطونيو لوبيز دي سانتا آنا. رغم مطالبات الجنرال خوسيه دي أوريا بالعفو، نُفذت المجزرة من قبل الملازم العقيد خوسيه نيكولاس دي لا بورتيلا.

## الخلفية
بعد أن علم سانتا آنا أن قوة من متمردي تكساس تتجه نحو ماتاموروس، أرسل الجنرال أوريا للتقدم شمالًا على طول ساحل تكساس لمنعهم. وصل أوريا إلى ماتاموروس وعمل على التعاون مع السكان المحليين في 31 يناير عام 1836. وفي الوقت نفسه، أقنع الجنرال سام هيوستن نحو 70-100 رجل وقادتهم، منهم فرانك دبليو جونسون وجيمس غرانت، بالتخلي عن الحملة والدفاع عن مواقع في تكساس، وخاصة غوليد. في 12 فبراير، سحب فانين معظم الرجال للدفاع عن بريسيديو لا باهيا في غوليد، والذي أطلق عليه اسم «حصن التحدي».
في 16 فبراير، عبر أوريا ريو غراندي مع 188 جندي من سلاح الفرسان و205 جندي من سلاح المشاة. جُند نحو 200 متطوع من تيخانو (هم سكان من أصل إسباني في ولاية تكساس) في المنطقة، بمن فيهم بعض المتعاطفين سابقا مع تكساس، للانضمام إليه. في الساعة 3:00 صباحًا في 27 فبراير، فاجأت دورية أوريا المتقدمة القائد جونسون ونحو 45 رجلًا، وبدأت معركة سان باتريسيو. قتلت قوة أوريا 16 رجلًا وسجنت 24 جنديًا. هرب جونسون وأربعة آخرون في الظلام وانضموا مجددًا إلى قيادة فانين في غوليد، حيث قالوا إن جميع السجناء قد أعدموا. سُردت هذه الرواية لأول مرة في مزرعة لجأوا إليها بعد الفرار. أرسل أوريا 18 سجينًا من بين 24 سجينًا إلى ماتاموروس، حيث حكم عليهم بالإعدام، ولكن أُفرج عنهم لاحقًا. أقنعت الأخبار التي حملها جونسون فانين بالتخلي عن أي محاولة أخرى لإرسال الإغاثة إلى بعثة آلامو أو محاولة تأمين الإمدادات المُنتظرة، وتجهيز بريسيديو لا باهيا في غوليد لصد تقدم الجيش المكسيكي.
وفي 2 مارس، قُتل جيمس غرانت في معركة أغوا دولسي، مع نحو 20 رجلًا تحت قيادته. في 6 مارس، هجمت القوة المكسيكية تحت قيادة سانتا آنا على بعثة آلامو وقتلت الحامية. في 14 مارس، كان العقيد ويليام وارد و200 رجل، الذين أُرسلوا لمساعدة النقيب آمون بي كينغ على إجلاء المستعمرين في ريفيوجيو، محاطين بقوة أوريا. على الرغم من أن وارد ورجاله فروا في تلك الليلة خلال عاصفة ممطرة هوجاء، تفوق المكسيكيون على جزء من قوة وارد، مما أسفر عن مقتل 18 وأسر 31 رجلًا. أُعدم كينغ ومجموعة أخرى في 16 مارس في ريفيوجيو. وبعد القبض على أحد رسل فانين، الذي كان يحمل رسائل تخبره عن خطة القائد للانتظار في غوليد والتراجع بعد عودة كينغ ووارد، أمر أوريا بإعدام 30 سجينًا. وأطلق سراح أكثر من 20 آخرين وكان من المقرر أن يكونوا مكسيكيين أو مستعمرين، حتى لا يعرقله أخذ السجناء أثناء تقدمه على قوة فانين.
في 19 مارس، تقدم أوريا بسرعة وأحاط بنحو 300 رجل من جيش تكساس في المرج المفتوح، بالقرب من لا باهيا (غوليد). وتلت ذلك معركة كوليتو التي استمرت يومين. تلقى المكسيكيون تعزيزات ساحقة ومدفعية ثقيلة. وفي هذا المأزق الحرج، صوت فانين وغالبية الرجال على تسليم قوات تكساس في 20 مارس. لاعتقادهم أنهم سيفرج عنه بإطلاق سراح مشروط مع إرسالهم إلى الولايات المتحدة عادوا إلى غوليد الذي أصبح سجنهم. عمل ألبرت كلينتون هورتون ومن معه كحرس أمامي وخلفي لفانين. فوجئوا بقوة مكسيكية ساحقة، وهرب معظمهم، لكن قُبض على 18 منهم وعادوا إلى غوليد. قُبض على 75 جنديًا لويليام بارسونز ميلر وكتيبة ناشفيل في 20 مارس وساروا إلى غوليد في 23 مارس. في 22 مارس، استسلم ويليام وارد وكتيبة جورجيا (80 رجلًا بالإضافة إلى وارد) بعد الهروب من معركة ريفيوجيو. احتُفظ بنحو 26 رجلًا في فيكتوريا كعمال، أُخذ 55 سجين إلى غوليد.